# Chauliodon deflexicalcaratum
Chauliodon deflexicalcaratum är en orkidéart som först beskrevs av De Wild., och fick sitt nu gällande namn av Lars Jonsson. Chauliodon deflexicalcaratum ingår i släktet Chauliodon och familjen orkidéer. Inga underarter finns listade i Catalogue of Life.